# Sinusoida

Graf dvou sinusoid o stejné frekvenci a amplitudě, ale různé fázi

Sinusoida neboli sinusovka je druh rovinné křivky popisující rovnoměrnou oscilaci. Je pojmenována podle funkce sinus, jejíž graf je rovněž sinusoida, stejně jako graf funkce kosinus. Sinusoida se často vyskytuje ve fyzice, kde slouží k popisu kmitavých pohybů, a v řadě dalších aplikací. Obecná sinusoida jako funkce času t má rovnici
{\displaystyle y(t)=A\sin(2\pi ft+\varphi )=A\sin(\omega t+\varphi ),}
kde
- A se označuje jako amplituda (maximální hodnota dosažená sinusoidou)
- f je frekvence (počet kmitů za jednotku času, obvykle za sekundu)
- {\displaystyle \varphi } je fáze , udávaná v radiánech, a vyjadřuje polohu cyklu v čase t = 0
- {\displaystyle \omega } = 2πf je úhlová frekvence, vyjadřující rychlost kmitání v radiánech za sekundu

Důležitost sinusoidy plyne také z toho, že součet dvou sinusoid stejné frekvence dává opět sinusoidu této frekvence bez ohledu na amplitudy a fáze sčítanců. Tuto vlastnost jiné typy vlnění nemají a sinusoidě dává výsadní roli v oblasti harmonické analýzy signálů. Dvě sinusoidy se v takovém případě sčítají podle vzorce:
{\displaystyle a\sin(\omega t+\theta _{a})+b\sin(\omega t+\theta _{b})=c\sin(\omega t+\varphi )}
kde parametry {\displaystyle c} a {\displaystyle \varphi } jsou definovány rovnicemi:
{\displaystyle {\begin{aligned}c^{2}&=a^{2}+b^{2}+2ab\cos \left(\theta _{a}-\theta _{b}\right),\\\tan \varphi &={\frac {a\sin \theta _{a}+b\sin \theta _{b}}{a\cos \theta _{a}+b\cos \theta _{b}}}.\end{aligned}}}